# Mapello
Mapello är en ort och kommun i provinsen Bergamo i regionen Lombardiet i Italien. Kommunen hade 6 825 invånare (2018).